# Heiner Möllers
Heiner Möllers (* 25. Januar 1965 in Senden) ist ein deutscher Offizier (Oberstleutnant) und Militärhistoriker.
Heiner Möllers war von 1984 bis 1987 Offizieranwärter (SaZ 3) bei der Artillerietruppe der Bundeswehr. Nach mehreren Wehrübungen wurde er zum Hauptmann der Reserve befördert. Heute ist er Oberstleutnant der Luftwaffe.
Von 1987 bis 1992 studierte er Neuere und Neueste Geschichte, Politikwissenschaften, Geographie, und Mittelalterliche Geschichte an der Westfälischen Wilhelms-Universität in Münster und der Albert-Ludwigs-Universität Freiburg. Nach dem Erwerb des akademischen Grades des Magister Artium mit einer Studie zu deutschen Militärattachés an der Botschaft in Paris (1885–1900) wurde er 1995 bei Gerd Krumeich und Bernhard R. Kroener an der Universität Freiburg im Breisgau zum Dr. phil. promoviert. Der Titel seiner Dissertation lautet Reichswehrminister Otto Geßler. Eine biographische Studie zu unpolitischer Militärpolitik in der Weimarer Republik (1920–1928).
Von 1990 bis 1992 arbeitete er als freier Mitarbeiter für die Badische Zeitung.
Nach der Wiedereinstellung in die Bundeswehr war er von 1996 bis 2000 Dozent für Militärgeschichte an der Offizierschule der Luftwaffe (OSLw) in Fürstenfeldbruck. Von 2000 bis 2008 war er Dezernent für Politische und Historische Bildung, Militärgeschichtliche Sammlungen und Traditionspflege in der Luftwaffe im Luftwaffenamt (LwA) in Köln-Wahn. 2008 wurde er wissenschaftlicher Mitarbeiter am Forschungsbereich III, Projektleiter für Bundeswehrgeschichte und Fachleiter Luftwaffe. 2013–2022 war er Projektbereichsleiter Medien am Zentrum für Militärgeschichte und Sozialwissenschaften der Bundeswehr (ZMSBw) in Potsdam. Seit 2022 ist er Projektleiter Bundeswehrgeschichte am ZMSBw.
Möllers ist Initiator und seit 2011 Hauptherausgeber der Schriften zur Geschichte der deutschen Luftwaffe (Carola Hartmann Miles-Verlag). 2019 veröffentlichte er die erste umfassende Studie zur Kießling-Affäre 1984, einem der größten Skandale der Bundeswehrgeschichte.

## Schriften (Auswahl)
Monographien
- Die Affäre Kießling. Der größte Skandal der Bundeswehr. CH.Links Verlag, Berlin 2019, ISBN 978-3-96289-037-7
- Reichswehrminister Otto Geßler. Eine Studie zu „unpolitischer“ Militärpolitik in der Weimarer Republik (= Europäische Hochschulschriften. Reihe 3. Geschichte und ihre Hilfswissenschaften. Bd. 794). Lang, Frankfurt am Main u. a. 1998, ISBN 3-631-33191-6.

Herausgeberschaften
- mit Eberhard Birk, Wolfgang Schmidt (Hrsg.): Die Luftwaffe zwischen Politik und Technik (= Schriften zur Geschichte der Deutschen Luftwaffe. Bd. 2). Carola Hartmann Miles-Verlag Berlin 2012, ISBN 978-3-937885-56-8.
- mit Rudolf J. Schlaffer (Hrsg.): Sonderfall Bundeswehr? Streitkräfte in nationalen Perspektiven und im internationalen Vergleich. Im Auftrag des Zentrums für Militärgeschichte und Sozialwissenschaften der Bundeswehr, De Gruyter, Berlin 2014, ISBN 978-3-11-034824-8.
- mit Eberhard Birk: Luftwaffe und Luftkrieg (= Schriften zur Geschichte der Deutschen Luftwaffe. Bd. 3). Carola Hartmann Miles-Verlag, Berlin 2015, ISBN 978-3-937885-93-3.
- mit Eberhard Birk: Luftwaffe Und Luftverteidigung (= Schriften zur Geschichte der Deutschen Luftwaffe. Bd. 6). Carola Hartmann Miles-Verlag, Berlin 2016, ISBN 978-3-945861-48-6.